# Lázaro del Álamo
Lázaro del Álamo (* um 1530 in El Espinar; † 19. Mai 1570 in Mexiko-Stadt) war ein spanischer Komponist der Renaissance, der an der Kathedrale von Mexiko-Stadt als Kapellmeister wirkte.

## Leben und Werk
Álamo del Lázaro wirkte von 1542 bis 1549 als Chorknabe in der Kathedrale von Segovia. Er wurde dort von Gerónimo de Espinar und dem dortigen Kapellmeister Bartolomé de Olaso († 1567) in Musik unterrichtet und ausgebildet. Später ging er nach Salamanca, wurde mit finanzieller Unterstützung des Adligen Matheo Arévalo Sedeño an der Universität Salamanca angestellt. Mit Unterstützung des genannten Wohltäters ging Lázaro del Álamo als erster europäischer Musiker und Komponist nach Mexiko-Stadt.
Am 16. Oktober 1554 wurde Álamo del Lázaro Domsänger in Mexiko-Stadt. Am 2. Januar 1556 wurde er dort ordiniert und anschließend zum Kapellmeister ernannt.
Lázaro del Álamo komponierte geistliche Musik in lateinischer und in spanischer Sprache. Für die Gedenkgottesdienste für Karl V. am 29. November 1559 in Mexiko-Stadt komponierte er eine Psalmvertonung in vier Teilen. Darüber hinaus schrieb er verschiedene Motetten, Villancicos und Kanzonetten für kirchliche Feste wie Fronleichnam und Weihnachten.
Lázaro del Álamo erhielt ab Juni 1568 für seine besonderen musikalischen Leistungen an der Kathedrale auf Vorschlag des Erzbischofs von Mexiko-Stadt (1551–1572)  Alfonso de Montufar O.P. eine königliche Rente als Kanoniker. Diese Auszeichnung konnte er nur zwei Jahre lang genießen. Denn Lázaro del Álamo starb 1570 früh im Alter von ungefähr 40 Jahren in Mexiko-Stadt.